# ميتاماسك
ميتاماسك (بالإنجليزية: MetaMask)‏ هي محفظة برمجية للعملات المشفرة تُستخدم للتفاعل مع سلسلة الكتل الخاصة بعملة الإيثيريوم أو سلاسل الكتل أخرى، يُمكن لمستخدمي الخدمة الوصول إليها من خلال إضافة في المتصفح أو عبر تطبيق الجوال ومن ثم استخدامها للتفاعل مع التطبيقات اللامركزية.
بلغ عدد مستخدمي المحفظة في نوفمبر 2021 أكثر من 21 مليون مستخدم نشط شهريًا وفقًا لبلومبيرغ نيوز.

## ملخص
تسمح محفظة ميتاماسك للمستخدمين بتخزين وإدارة مفاتيح الحساب، وبث المعاملات، وإرسال واستلام العملات المشفرة والرموز المشفرة عبر الإيثيروم، والاتصال بأمان بالتطبيقات اللامركزية.

## تاريخ
انشأت شركة كونسينسيس محفظة ميتاماسك في 2016.